# Naoto Kidoku
Naoto Kidoku (寄特 直人 Kidoku Naoto?), född 12 maj 1994 i Yamanashi prefektur, är en japansk fotbollsspelare.
Kidoku började sin karriär 2013 i Fagiano Okayama. 2017 flyttade han till SC Sagamihara.